# Zahodna armenščina
Zahodna armenščina (zahodnoarmensko Արեւմտահայերէն, latinizirano: Arevmdahayeren [ɑɾɛvmədɑhɑjɛˈɾɛn]) je ena od dveh standardiziranih oblik sodobne armenščine, druga pa je vzhodna armenščina. Zahodno armenski jezik temelji predvsem na istanbulskem armenskem narečju, medtem ko vzhodno armenski jezik temelji na erevanskem armenskem narečju.
Pred začetkom 20. stoletja so v Osmanskem cesarstvu govorili tudi različna zahodnoarmenska narečja, predvsem v vzhodnih regijah, kjer so zgodovinsko živeli Armenci. Te regije so bile znane kot Zahodna Armenija. Danes obstaja več različic zahodno armenskega jezika, ki jih govorijo ljudje različnih skupnosti. Na primer:
- hemšetsko narečje govorijo ljudstva Hemšinov[3]
- narečja Armencev iz Kessaba, Latakije in Jisr al-Šughura v Siriji, Andžarja v Libanonu ter Istanbula in Vakıflıja v Turčiji (del narečja "Sueidia").
- Sasunsko in muško narečje v nekaterih vaseh v sodobni Armeniji, kot sta Bazmaberd in Sasnašen.
- Kilikijsko narečje se govori na Cipru, kjer se poučuje v armenskih šolah (Nareg), in je prvi jezik približno 3.000 ljudi armenskega porekla.

Oblike karinskega narečja zahodno armenskega jezika govorijo v severni Armeniji, predvsem v Gjumriju, Artiku, Akhurjanu in okoli 130 vaseh v provinci Širak. Prav tako ga govorijo Armenci v provinci Samtskhe–Javakheti v Gruziji (Akhalkalaki, Akhaltsikhe).
Zahodno armenski jezik je večinoma jezik diaspore in ni uradni jezik nobene države, se sooča z izumrtjem, saj njegovi domači govorci zaradi pritiskov da bi se asimilirali v države gostiteljice, saj njegovi naravni govorci izgubljajo tekoče znanje zahodne armenščine. Po podatkih Ethnologue je 1,58 milijona naravnih govorcev zahodne armenščine, predvsem v Turčiji, Armeniji, Gruziji, Libanonu in Iraku. Jezik je klasificiran kot ogrožen (stopnja 6b), kar pomeni, da je prenos jezika med generacijami moten.

## Klasifikacija
Zahodna armenščina je indoevropski jezik in je del armenske vejo jezikovne družine. V to vejo spadata še vzhodna in klasična armenščina. Glottolog navaja, da so glavna narečja zahodno armenskega jezika antiohisko, artialsko, maloazijsko, bolujsko, hemšetsko, kilikijsko, mus-tigranakertsko, stanozsko, vansko in jozgatsko.
Vzhodno armenski in zahodno armenski jezik sta večinoma razumljiva med seboj za tiste uporabnike, ki so izobraženi ali pismeni v drugem jeziku. Nepismeni ali polpismeni uporabniki enega jezika imajo lahko težave z razumevanjem druge različice. Ena od fonoloških razlik razlik med tema dvema jezikoma je, da so zveneči zaporniki v vzhodni armenščini nezveneči v zahodni armenščini.

## Govorci
Zahodno armenščino govorijo Armenci v večjem delu Srednjega vzhoda, razen v Iranu in Rostovu na Donu v Rusiji. Je ogroženi jezik, ki ga kot prvi jezik govori le majhen odstotek Armencev v Turčiji. Statistike kažejo, da 18 odstotkov armenske skupnosti v Turčiji govori zahodno armenski jezik, medtem ko je ta odstotek med mlajšimi ljudmi le 8 odstotkov. Pomembne skupine govorcev zahodno armenskega jezika kot drugega jezika, so med diasporo, ki govori zahodno armenščino L2 v Libanonu (Bejrut), Siriji (Alep, Damask), Kaliforniji (Fresno, Los Angeles) in Franciji (Marseille).
Zahodna armenščina je bila nekoč prevladujoča različica armenščine. Vendar je zaradi armenskega genocida veliko govorcev zahodne armenščine  umrlo ali bilo izgnanih. Tisti, ki so zbežali v Vzhodno Armenijo, zdaj govorijo bodisi vzhodno armenski jezik ali pa so v diglosični situaciji, kjer uporabljajo zahodno armenska narečja v neformalnih situacijah in vzhodno armenski standard v formalnih okoliščinah. Edino zahodnoarmensko narečje, ki se danse še govori na območju Zahodne Armenije, je hemšetsko narečje - hemšini, ki so se spreobrnili v islam, niso postali žrtve armenskega genocida.
Na Mednarodni dan maternega jezika, 21. februarja 2009, je UNESCO izdal novo izdajo Atlas of the World's Languages in Danger (Atlas ogroženih jezikov sveta), kjer je zahodni armenski jezik v Turčiji opredeljen kot zagotovo ogrožen jezik.